# La Vierge à l'Enfant avec saint Étienne, saint Jérôme et saint Maurice
La Vierge à l'Enfant avec saint Étienne, saint Jérôme et saint Maurice (ou La Vierge et l'Enfant adorés par plusieurs saints) est un tableau du peintre italien Titien réalisé dans le premier quart du XVIe siècle. Cette peinture à l'huile sur toile est une Vierge et l'Enfant avec les saints Étienne, Jérôme et Maurice alignés à leur gauche en isocéphalie. L'œuvre est conservée au musée du Louvre, à Paris, en France.